# Haga, Sundsvall
Haga är en stadsdel i Sundsvall i Sköns församling, som ligger nordost om stadskärnan. Stadsdelen har mestadels villa‑ och parhusbebyggelse. Den är attraktiv, och bostadspriserna är därför bland de högsta i Sundsvall. Haga har åtskilliga skolor inom sina gränser. Den kommunala Hagaskolan är en f‑9‑skola som innehåller alla klasser från förskoleklass till och med årskurs 9. I stadsdelen ligger även en del friskolor, exempelvis Mimerskolan (med musik- och idrottsprofil), den idrottsinriktade Prolympia.
Sundsvalls sjukhus och idrottsplatsen Baldershov ligger i Haga. Stadsdelen gränsar i sydväst till Norrliden och begränsas i öster av Europaväg 4 på vilkens motsatta sida stadsdelen Skönsberg är belägen. Norr om Haga ligger Bydalen.

## Historia
Området var vid början av 1900-talet ett skogsområde som tillhörde Byn i Sköns socken. På 1920-talet hade det blivit så många villor i området att Sköns kommun ville införliva Hagaområdet med municipalsamhället Skönsberg för att kunna styra utvecklingen. Hagaborna ville inte höra till Skönsberg utan till Sundsvalls stad, men eftersom staden inte ville ha ännu ett vildvuxet bostadsområde införlivades Hagaområdet i Skönsbergs municipalsamhälle 1929. Området överfördes till Sundsvalls stad 1948 när municipalsamhället upphörde. 